# Ја сам бог отац
Ја сам бог отац (итал. Padre padrone) је италијански филм из 1977. године, који су режирали Паоло и Виторио Тавијани. Освојио је Златну палму на 30. Канском филмском фестивалу.